# Vermezzo
Vermezzo is een gemeente in de Italiaanse metropolitane stad Milaan (regio Lombardije) en telt 3533 inwoners (31-12-2004). De oppervlakte bedraagt 6,1 km², de bevolkingsdichtheid is 515 inwoners per km².

## Demografie
Vermezzo telt ongeveer 1338 huishoudens. Het aantal inwoners steeg in de periode 1991-2001 met 42,6% volgens cijfers uit de tienjaarlijkse volkstellingen van ISTAT.
| Jaar | Inwoneraantal |
| ---- | ------------- |
| 1991 | 2168          |
| 2001 | 3091          |

## Geografie
Vermezzo grenst aan de volgende gemeenten: Albairate, Gaggiano, Abbiategrasso, Gudo Visconti, Zelo Surrigone, Morimondo.